# Stadtbefestigung Rapperswil

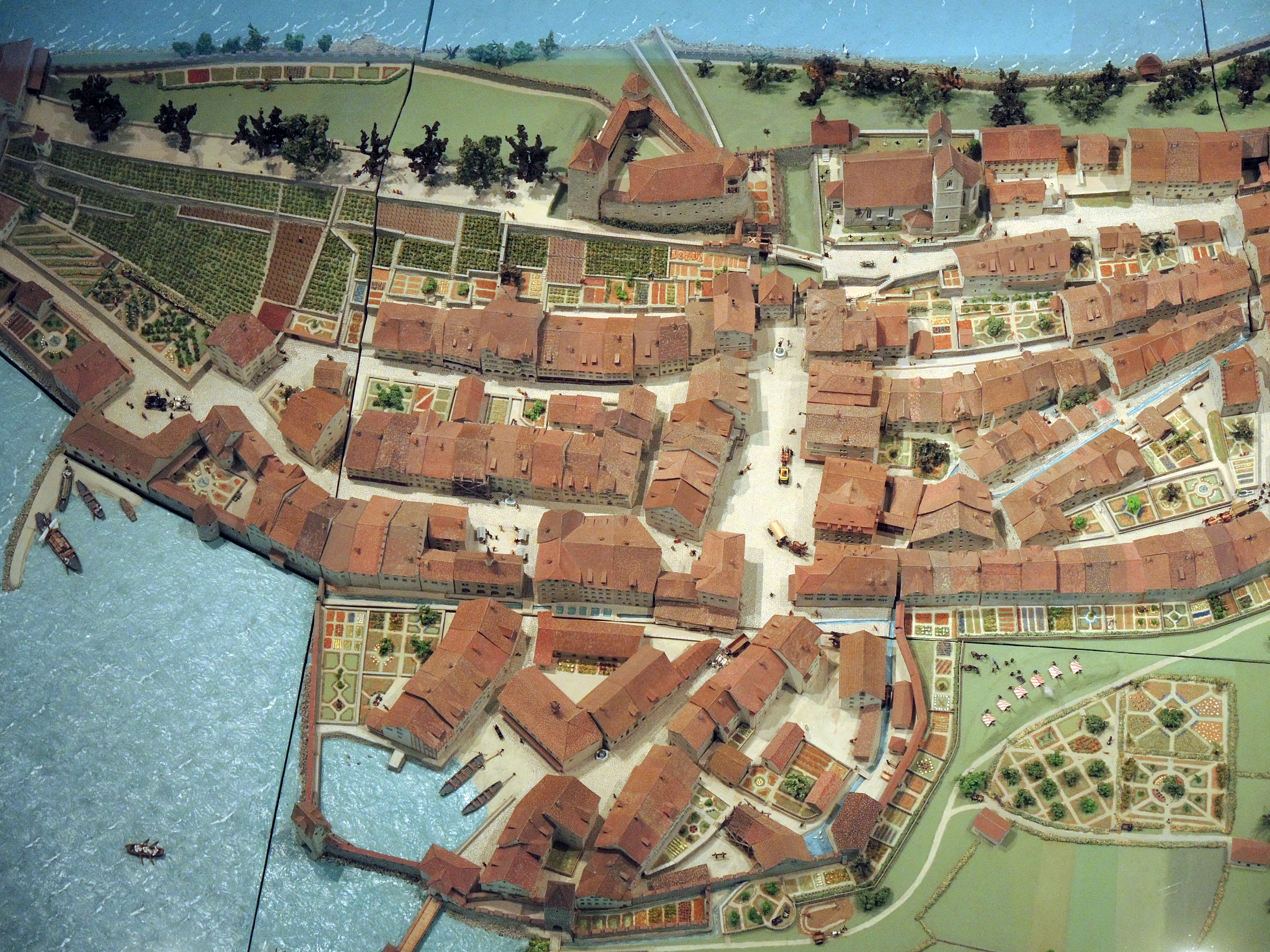
Stadtmodell im Stadtmuseum Rapperswil-Jona, Bauzustand um 1765/80

Die Stadtbefestigung von Rapperswil umschloss bis in die 1830er-Jahre die Altstadt von Rapperswil, einen Ortsteil der Schweizer Gemeinde Rapperswil-Jona im Kanton St. Gallen.

## Geographische Abgrenzung

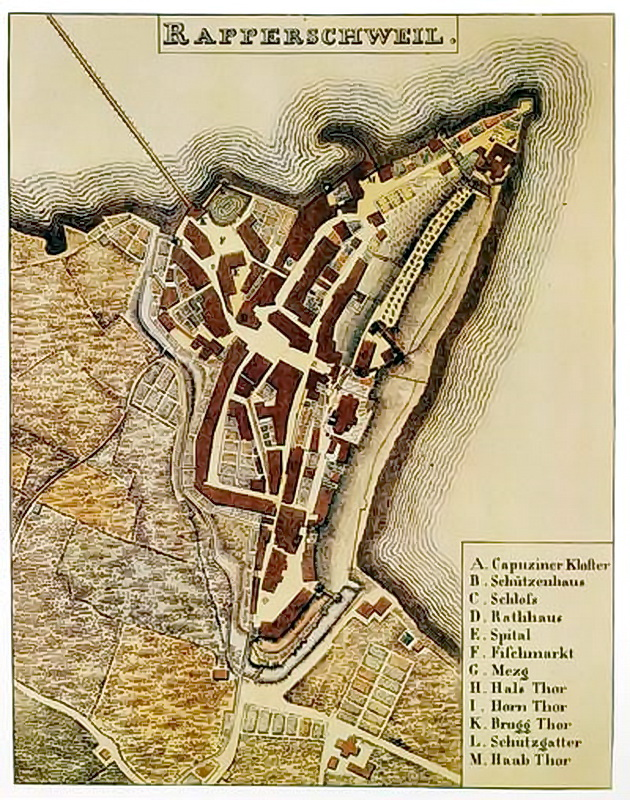
Stadtbefestigung von Rapperswil, kurz vor deren Schleifung, um 1831

Die Altstadt von Rapperswil umfasst den historischen Kern der bis Ende 2006 eigenständigen Stadt Rapperswil, die bis in die 1830er-Jahre von einer mittelalterlichen Stadtmauer umgeben war. Ihr Zentrum bildet der heutige Hauptplatz beim Rathaus mit im Wesentlichen sechs in östlicher und westlicher Richtung verlaufenden Gassen. Das östliche Ende der Stadtbefestigung bildeten die Bastionen um den Engelplatz, der Müseggturm und das Haus zum Alten Sternen (vormals Halstor/-turm) mit dem einzigen Landzugang. Die seeseitigen, südlichen Befestigungen konzentriertem sich beim heutigen Fischmarktplatz, dem einstigen inneren Hafen, mit dem zweiten Stadtzugang zur Seebrücke über den oberen Zürichsee beim Heilig Hüsli. Dank seiner Lage auf einer Halbinsel, mit dem Obersee im Osten und der Kempratener Bucht im Südwesten, war die mittelalterliche Stadt um den im Nordwesten gelegenen Lindenhof von drei Seiten vom Zürichsee umgeben.
Der Herrenberg bildet den nördlichen Abschluss der Altstadt. Als das einstige Machtzentrum Rapperswils, mit dem Schloss auf einer felsigen weit in den Zürichsee reichenden markanten Hügelkette, dem Lindenhof beziehungsweise Schlosshügel, bildete dieser natürliche Festungswall das Zentrum der Stadtbefestigung. Die weithin sichtbare Befestigungsanlage mit ihren hohen Türmen dominiert zusammen mit dem wuchtigen Bau der Stadtpfarrkirche und dem Breny-Turm auch heute noch das Stadtbild der darunter liegenden Altstadt.
Der Grundriss im Massstab 1:5000 zeigt die Altstadt noch als befestigten und von einer Stadtmauer umgebenen Siedlungsraum: Der Schanzanlage an der südöstlichen Stadtflanke vom Engelplatz entlang führt ein Weg zum Fischmarktplatz, dahinter sind im aufgefüllten Stadtgraben zahlreiche Gärten an der heutigen Oberen Bahnhofstrasse zu erkennen. Die Gärten sind weitgehend erhalten geblieben und durch den 1984 angelegten Duftrosengarten für Sehbehinderte ergänzt worden. Vom Halsturm zum Müsegg- und Haldenturm ist der bebaute Stadtwall beidseitig von Gräben begleitet. Vom Engelplatz über den Müseggturm ausgehend, ist die innere Stadtmauer zu erkennen, mit dem Bollwerk des Breny-Turms am Herrenberg und der Stadtpfarrkirche direkt östlich des Schlosses. Längs der Nordfront der Stadt verlaufen die Mauerzüge des äusseren Ringwalls bei der Kempratner Bucht, deutlich sichtbar die Traverse zum Schloss und die doppelte Mauerführung nördlich des Lindenhofs, an deren Stelle Ende des 19. Jahrhunderts die Bühler-Alle entstand. Die Ummauerung des Endingerhorns (Kapuzinerzipfel) trifft sich beim Einsiedlerhaus mit der Mauerachse Schützenhaus-Endingertor. An der Südseite fallen die Steinmole vor dem Haabtor (Heilig Hüsli) und das in die Stadt einbezogene Hafenbecken beim Fischmarktplatz auf. Das Stadtinnere ist mit Gärten durchsetzt, die Strassenzüge haben im Wesentlichen ihren heutigen Verlauf, ausser dem Durchbruch bei der Häuserzeile Schmiedgasse-Webergasse, und die Seestrasse südlich des Rathauses ist noch ein Graben, der von der ebenfalls um 1830 abgebrochenen Metzgerbrücke überquert wird. Die zwei Ausfallstrassen sind die beim Engelplatz/Stadthofplatz abzweigende Alte Jonastrasse, parallel zum Stadtbach, und die Zürcherstrasse.

## Geschichte

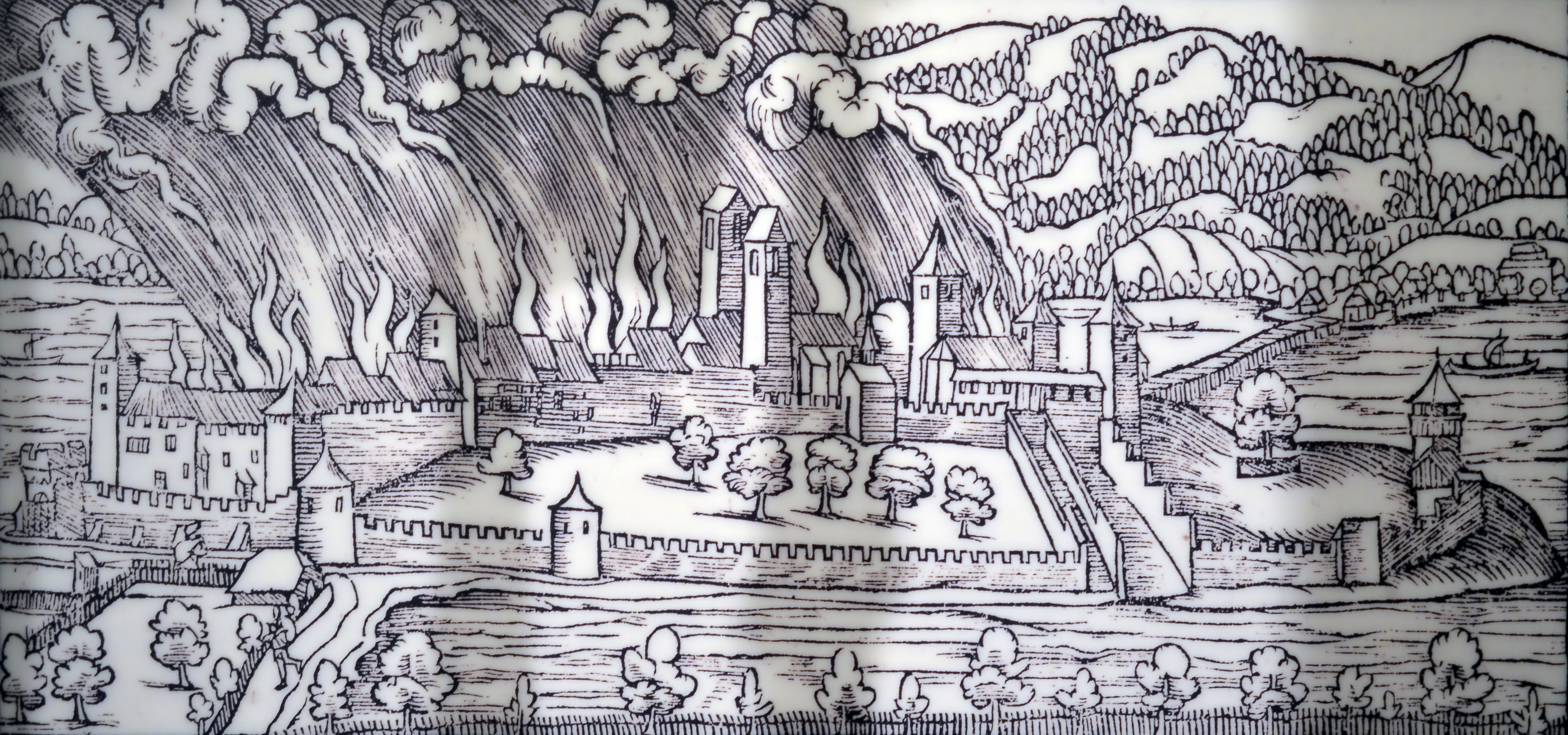
Zerstörung von Rapperswil, Stumpf’sche Chronik von 1547/48, Ansicht von Kempraten

Graf Rudolf III. von Rapperswil (* 1180/90, † 1251) gilt als der eigentliche Gründer und Erbauer des Burgstädtchens und beendete die durch Rudolf II. begonnene Befestigung, die vermutlich in der ersten Phase sich im Osten bis zum Hauptplatz beziehungsweise zum Rathaus erstreckt haben dürfte. Bereits Ende des 13. Jahrhunderts erreichte Rapperswil mit Burg, Wehr- und Wohntürmen und der Stadtmauer die Ausdehnung der heutigen Altstadt. Die Bastionen um den Halsplatz wurden wahrscheinlich Ende des 14. Jahrhunderts als Stadterweiterung nach Osten begonnen. Der Festungsabschnitt mit dem angegliederten halbrunden Endingerturm bildete bis 1597 den westlichen Abschluss der seeseitigen Befestigung, welche mit dem Bau des Kapuzinerklosters und der Bastion beim Endingerhorn ihren Abschluss fand. Mit dem Bau des Kapuzinerklosters wurde diese ab 1603 bis zum westlichen Zipfel der Halbinsel ausgebaut, und das Einsiedlerhaus befindet sich seither innerhalb der Stadtmauern.
Während der Belagerung von Rapperswil (1656) bewährten sich die Festungsbauten, wenn auch unter grossen Opfern an Menschenleben und immensen materiellen Schäden. Nachdem die Stadt Zürich bei Beendigung der Feindseligkeiten zwei weitere Kriegsschiffe in Dienst gestellt hatte, wurden im Jahr 1659 die Umfassungsmauern beim Endingerhorn festungsartig ausgebaut. An der seeseitig am meisten gefährdeten Stelle der Befestigungen wurden die Aussenmauern mit Palisaden verstärkt, mit Zinnen geschützt, und das kleine Fort wurde mit Schiessscharten versehen. 1662 beschloss der Rapperswiler Rat, den abschliessenden Blockturm durch eine viereckige Schanz zu ersetzen, die Schiffe leicht beschiessen konnte. Mit dem Ausbau des Bollwerks beauftragte der Rat einen sachkundigen KapuzinerLinktitel. 1669 wurden die schützenden Palisaden entfernt und die Mauern erhöht. Die verstärkte Befestigung erlaubte den Schutz der exponiertesten Stelle von Rapperswil mit einer kleinen Mannschaft und vier Geschützen. Heute ist dies der historisch bedeutendste Rest der einstigen Stadtbefestigung im Westen der Stadt.